# Талызина (хутор)
Хутор Талызина — населённый пункт в Троицком административном округе Москвы  (до 1 июля 2012 года был в составе Наро-Фоминского района Московской области). Входит в состав поселения Новофёдоровское.
Название хутора, предположительно, произошло от некалендарного личного имени Талыза.

## Население
Согласно Всероссийской переписи, в 2002 году на хуторе проживало 13 человек (4 мужчины и 9 женщин). По данным на 2005 год, на хуторе проживало 11 человек.

## Расположение
Хутор Талызина расположен около путей Киевского направления МЖД примерно в 25 км к западу от центра города Троицка. Ближайшие населённые пункты — деревни Пахорка и Рассудово. Рядом протекает река Пахра.